# Intolerable Cruelty
Intolerable Cruelty és una pel·lícula estatunidenca dirigida per Joel Coen i estrenada el 2003. És la desena pel·lícula dels germans Coen.

## Argument
Miles Massey, cèlebre advocat de casos de divorci difícils, sent un gran buit existencial. Marylin Rexroth, per la seva part, espera fer carrera "plomant" riquíssims marits. Quan el primer hagi fet encallar el segon en un dels seus plans, no pensarà més que a venjar-se fingint enamorar-se'n...

## Repartiment
- George Clooney: Miles
- Catherine Zeta-Jones: Marylin
- Geoffrey Rush: Donovan Donaly
- Cedric the Entertainer: Gus Petch
- Edward Herrmann: Rex Rexroth
- Paul Adelstein: Wrigley
- Richard Jenkins: Freddy Bender
- Billy Bob Thornton: Howard D. Doyle
- Julia Duffy: Sarah Sorkin
- Jonathan Hadary: Heinz, el baró Krauss von Espy
- Tom Aldredge: Herb Myerson
- Stacey Travis: Bonnie Donaly
- Jack Kyle: Ollie Olerud
- Irwin Keyes: Wheezy Joe
- Judith Drake: Senyora Gutman
- George Ives: L'advocat de Mrs. Gutman
- Booth Colman: Jutge de prova de Gutman
- Kristin Dattilo: Jove de Rex
- Wendle Josepher: Recepcioinsta de Miles
- Mary Pat Gleason: Cambrera de Nero
- Mia Cottet: Ramona Barcelona
- Kiersten Warren: Claire O'Mara
- Rosey Brown: Gus's Pal
- Ken Sagoes: Gus's Pal
- Dale E. Turner: Gus's Pal
- Douglas Fisher: Maître
- Nicholas Shaffer: Cambrera
- Isabell Monk O'Connor: Jutgessa Marva Munson
- Mary Gillis: Periodista dels tribunals
- Colin Linden: Pare Scott

## Al voltant de la pel·lícula
- El rodatge va començar el juliol de 2002 al centre de la ciutat de Los Angeles, després al barri de Encino, a Malibu i San Marino.
- Intolerable Cruelty  marca la segona col·laboració dels Germans Coen amb George Clooney (després d'O Brother, Where Art Thou? el 200]) i amb Billy Bob Thornton (després The Man Who Wasn't There del 2001).
- La taula del restaurant on George Clooney convida Catherine Zeta-Jones a la pel·lícula, és la mateixa taula, al mateix restaurant, on intentava seduir Julia Roberts, àlies Tess  a Ocean's Eleven de Steven Soderbergh (2002).
- El projecte en principi va passar per les mans de realitzadors com Ron Howard o Jonathan Demme, que volien tots dos reunir a la pantalla Hugh Grant i Téa Leoni.
- La pel·lícula va ser presentada fora de competició a la Mostra de Venècia 2003.